# Lordz of Brooklyn
Lordz of Brooklyn est un groupe américain de hip-hop, originaire de Brooklyn, New York. Pendant le reste des années 1990, ils collaborent souvent avec Everlast et en 2000, avec Bumpy Knuckles, ils sortent l'EP The Lordz of Brooklyn Meet Bumpy Knuckles. En 2003, ils sortent l'album Graffiti Roc qui comprend des collaborations avec Busta Rhymes, Korn, etc.
Rebaptisés The Lordz, ils sortent l'album The Brooklyn Way (2006) et présentent une émission de télé-réalité homonyme un an plus tard. Bien que le groupe ait continué à tourner, il revient finalement à son nom d'origine et sort l'album Family Reunion en 2020.

## Histoire

### Années 1980-1995
Dans les années 1980 et au début des années 1990, Mike McLeer (Kaves), un autre New-Yorkais, est un graffeur estimé, tandis que son frère Adam McLeer (ADMoney) est un DJ. Les frères McLeer sont d'origine italienne, russe, irlandaise, anglaise et écossaise. Ils se lancent dans le breakdance et rencontrent le rappeur Chuck D, pour qui Kaves travaille à la promotion, qui leur suggère de faire des démos. C'est ainsi qu'ils fondent le groupe Verrazano Boys, qui deviendra Lordz of Brooklyn avec un groupe d'amis.
Le groupe est formé en 1989, et Scotty Westerman (Scotty Edge) se joint aux frères McLeer. En 1992, Dino Cerillo (Bottz) et Paul Nugent (Paulie Two Times) rejoignent le groupe.
Le 7 juin 1994, Donna et Michele Blanchard, la mère et la sœur d'ADM et de Kaves âgées respectivement de 43 et 4 ans, meurent à la suite d'un délit de fuite à Brooklyn. Kaves décrit sa mère comme une hippie qui les a encouragés, lui et son frère, à poursuivre leur intérêt pour le hip-hop. En 1995, ils sortent leur premier album All in the Family, signé par American Recordings/Ventrue. Le groupe doit travailler dur pour convaincre un label d'accueillir un groupe blanc italien avec une imagerie de gangs. Kaves explique que l'objectif de l'album était de prendre un train pour penser à Brooklyn, et de faire un album qui rende hommage à sa mère pour le soutien qu'elle lui apporte. Leur premier single Saturday Night Fever est un hommage au film homonyme préféré de Kaves. Il devient un succès underground, en particulier parmi les graffeurs qui s'identifiaient à son contenu. Il reçoit généralement des critiques favorables,,,,,,. Paola Banchero du Wichita Eagle, déclare qu'il y avait « plus de rebondissements musicaux que dans la plupart des hip-hop », le décrit comme « gritty », et « bon à écouter en traînant avec le crew ». 

### Depuis 1997
En 1997, pour la bande originale du film Gravesend, ils fournissent quelques chansons exclusives. En 2000, ils sortent l'EP vinyle The Lordz of Brooklyn Meet Bumpy Knuckles. L'année 2000 voit également la sortie de la reprise par les Lordz of Brooklyn du classique hip-hop de Run–DMC Sucker M.C.'s sur l'album hommage Take A Bite Outta Rhyme : A Rock Tribute to Rap. Leur reprise comprend Stoned Soul et Everlast.
En 2003, ils sortent Graffiti Roc, le groupe étant alors composé des frères McLeer en tant que duo. Leur style s'oriente vers un son croisé d'influences hip-hop et rock, avec Busta Rhymes, Korn, Rampage, Everlast, O.C., Freddie Foxxx, et Lord Finesse.
En avril 2008, The Lordz a sa propre émission de télé-réalité sur Fuse, intitulée The Brooklyn Way, qui présentait des images tournées par Kaves au fil des ans et portant sur leur vie quotidienne. La même année, il est annoncé qu'ils feraient leur cinquième passage au Vans Warped Tour.
En 2020, ils sortent un nouvel album Family Reunion, avec la participation de Westerman et Nugent. 

## Discographie
- 1995 : All in the Family
- 2003 : Graffiti Roc
- 2006 : The Brooklyn Way
- 2020 : Family Reunion